# 圣伯多禄林荫道和圣安德肋林荫道
圣伯多禄大道和圣安德肋大道（Cours Saint-Pierre et Saint-André）是连续的两条林蔭大道，分别位于南特福煦元帅广场的南北两侧，南起安妮公爵夫人广场（Place de la Duchesse Anne），北到埃尔德勒河，利用东侧城墙外的空地兴建，是该市第一条公共花园大道。  
南特圣伯多禄圣保禄主教座堂、圣伯多禄门（Porte Saint-Pierre）和路易十六纪念柱是大道上的突出景观。

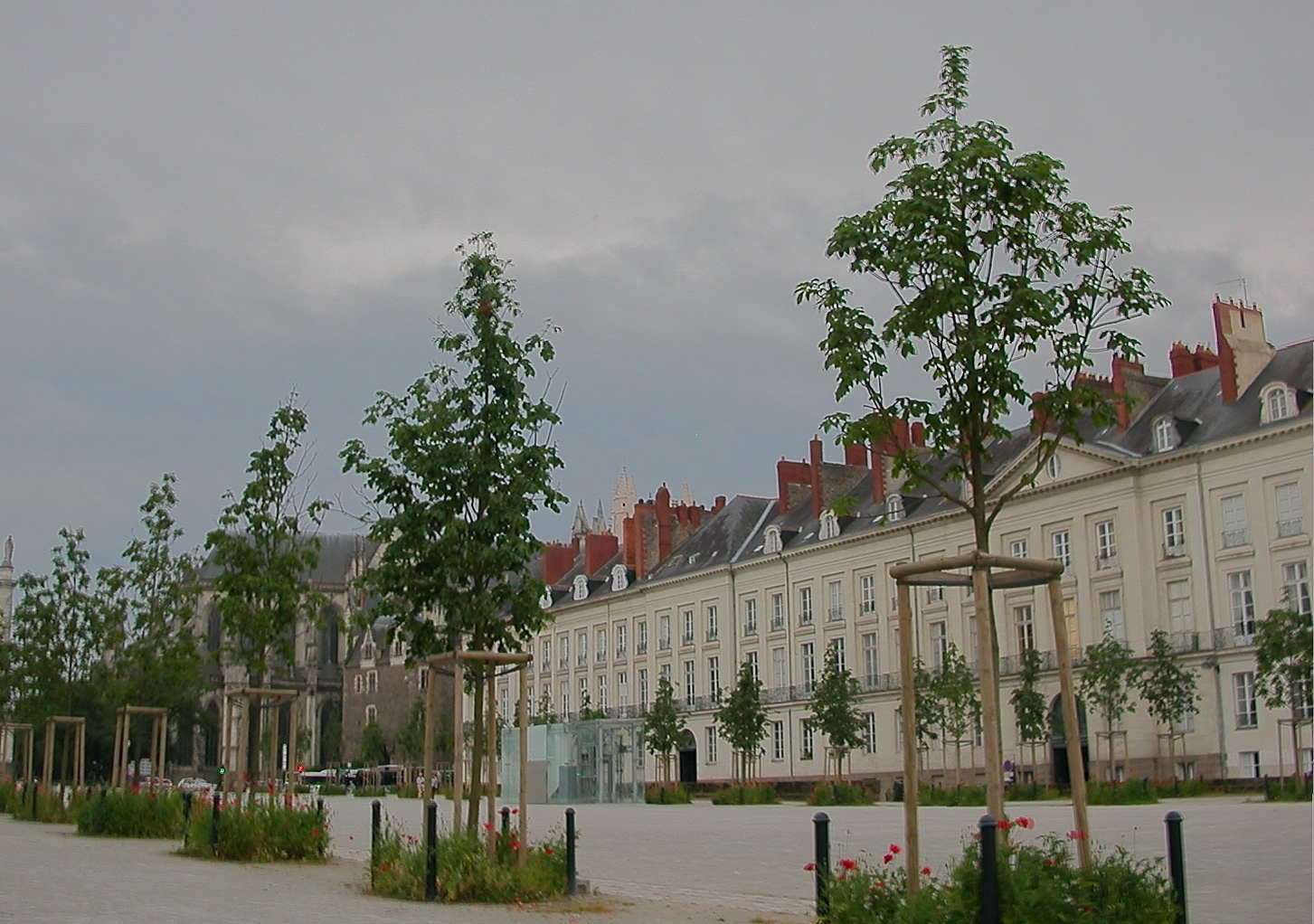
圣安德肋大道
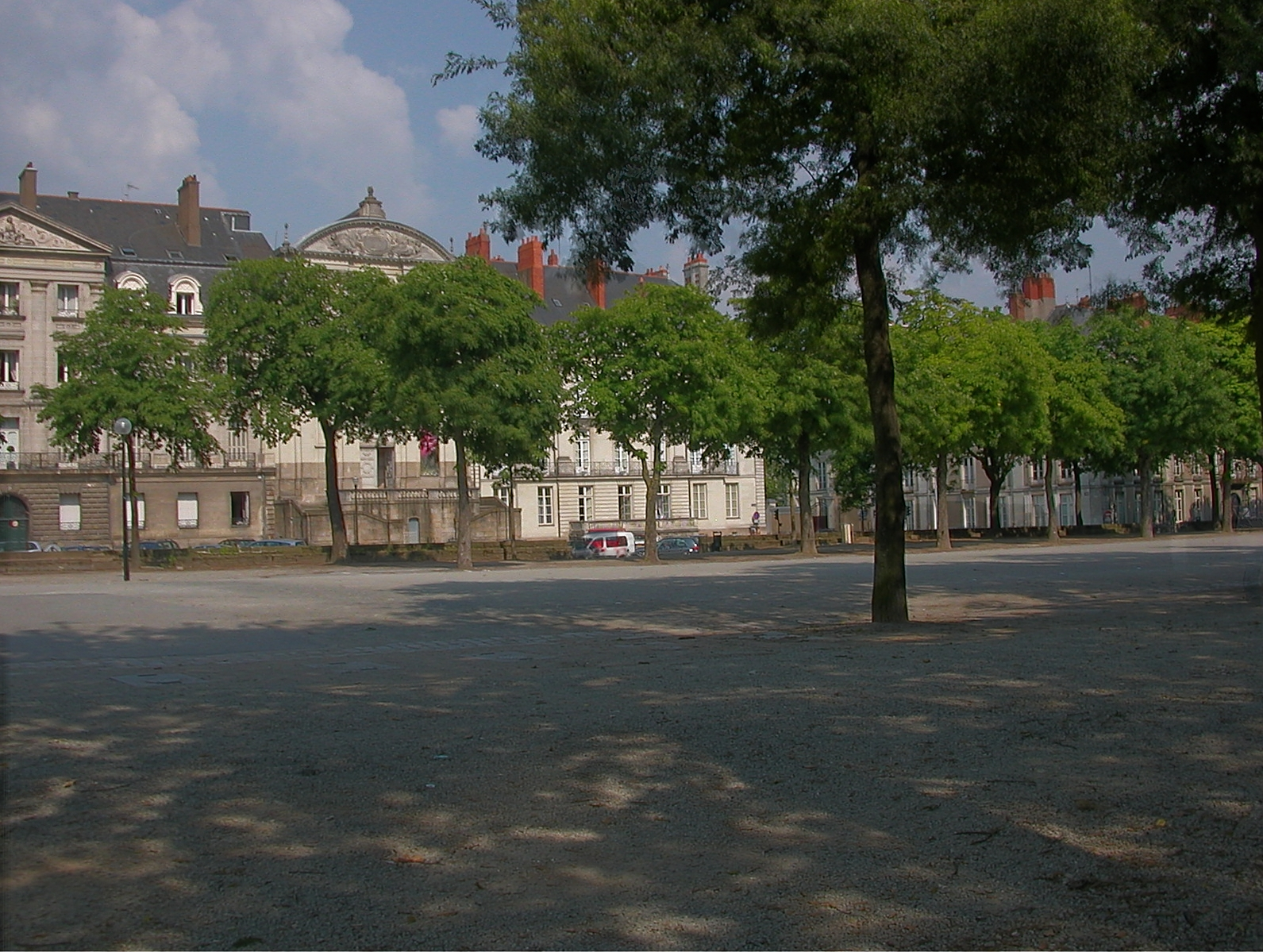
圣伯多禄大道

 维基共享资源上的相關多媒體資源：圣伯多禄林荫道和圣安德肋林荫道